# 党川镇
党川镇，是中华人民共和国甘肃省天水市麦积区下辖的一个乡镇级行政单位。
2016年，甘肃省民政厅批复同意撤销党川乡，设立党川镇。

## 行政区划
党川镇下辖以下地区：
党川村、石咀村、花庙村、夏坪村、火吉村、马坪村、刘坪村、观音村、新庄村和冷水河村。